# Jose Méndez
Jose Méndez (Lima, Perú; 29 de agosto de 1961) es un exfutbolista peruano. Desempeñó como defensa en la volante de contención en diversos clubes peruanos.

## Trayectoria
Formado en las inferiores del Club Sporting Cristal fue promovido al primer equipo en el Campeonato Descentralizado 1981 donde alternó con la leyenda Hector Chumpitaz, luego fue al Club Atlético Chalaco, y al Club Deportivo Los Espartanos donde también estaba el gran Hugo Sotil.

## Clubes
| Club                                 | País | Temporada |
| ------------------------------------ | ---- | --------- |
| Club Sporting Cristal                | Perú | 1981      |
| Club Atlético Chalaco                | Perú | 1982-1983 |
| Club Deportivo Los Espartanos        | Perú | 1984-1985 |
| Circolo Sportivo Guardia Republicana | Perú | 1986      |
| Club Deportivo Pucallpa              | Perú | 1987      |
| Club Atlético Defensor Lima          | Perú | 1988      |
| Club Sport Unión Huaral              | Perú | 1989      |
| Club Defensor Mercado Mayorista      | Perú | 1990      |
| Asociación Deportiva Tarma           | Perú | 1991      |